# Бонна, Соломон
Соломон Овусу Бонна (нидерл. Solomon Owusu Bonnah; род. 19 августа 2003, Амстердам) — нидерландский футболист ганского происхождения, защитник клуба «Аустрия» (Клагенфурт).

## Клубная карьера
Бонна — воспитанник клубов «Зебюргия» и «Аякс». В 2019 году он подписал контракт с немецким «РБ Лейпциг». 24 ноября 2021 года в поединке Лиги чемпионов против бельгийского «Брюгге» Соломон дебютировал за основной состав. 28 ноября в матче против «Байер 04» он дебютировал в немецкой Бундеслиге.
В августе 2022 года подписал контракт с австрийским клубом «Аустрия» (Клагенфурт) до лета 2025 года. Дебютировал в австрийской Бундеслиге 17 сентября в матче против «Райндорф Альтах», отметившись забитым голом.

## Достижения

### «РБ Лейпциг»
- Обладатель Кубка Германии: 2021/22[5]